# Ник Кејнер Медли
Ник Кејнер-Медли (енгл. Nik Caner-Medley, IPA: ; Беверли, Масачусетс, 20. октобар 1983) је америчко-азербејџански кошаркаш. Игра на позицијама крила и крилног центра.

## Биографија
Од 2002. до 2006. играо је на Универзитету Мериленд за екипу Мериленд терапинса. На НБА драфту 2006. није изабран, али је као слободан играч потписао за Детроит пистонсе са којима је те године наступао у Летњој лиги. Том приликом задобио је повреду чланка, па неколико месеци није играо.
Након опоравка дошао је у Европу и од фебруара 2007. играо је за немачки клуб Артланд дрегонс. Године 2007. поново се опробао у америчкој Летњој лиги - овога пута у редовима Сакраменто кингса. Није ушао у тим, па су га у новембру, као шестог пика на драфту НБА развојне лиге, изабрали Су Фолс скајфорси. У децембру се вратио у Европу и потписао за шпанску Гран Канарију. И наредних година је наступао у Летњој лиги, али би се увек враћао шпанској лиги у којој је наступао све до 2012. године. Сезону 2008/09. провео је у екипи Кахасола. Наредне две сезоне био је играч мадридског Естудијантеса и у том периоду четири пута је био најкориснији играч месеца у АЦБ лиги, а изабран је и у другу поставу идеалног тима Еврокупа 2010/11. У сезони 2011/12. наступао је за Валенсију и својом игром овога пута заслужио да буде уврштен и у прву поставу идеалног тима Еврокупа. Године 2012. отишао је у израелски Макаби Тел Авив и са њим је 2013. освојио национални куп. У сезони 2013/14. вратио се у Шпанију и потписао једногодишњи уговор са Уникахом. У јуну 2014. је постао играч казахстанске Астане и њене боје бранио је пуне две сезоне. У јулу 2016. потписао је за Монако и у његовом дресу је освојио Куп лидера за 2017. годину. Дана 8. јуна 2017. поново је постао играч Естудијантеса и у њиховом дресу је провео наредне две сезоне.

## Успеси

### Клупски
- Макаби Тел Авив:
  - Куп Израела (1): 2013.
- Монако:
  - Куп лидера (1) : 2017.

### Појединачни
- Идеални тим Еврокупа — прва постава (1): 2011/12.
- Идеални тим Еврокупа — друга постава (1): 2010/11.
- Прва постава идеалног тима АЦБ лиге (1): 2010/11.